# Kaiser Wilhelm- und Kriegerdenkmal (Teupitz)

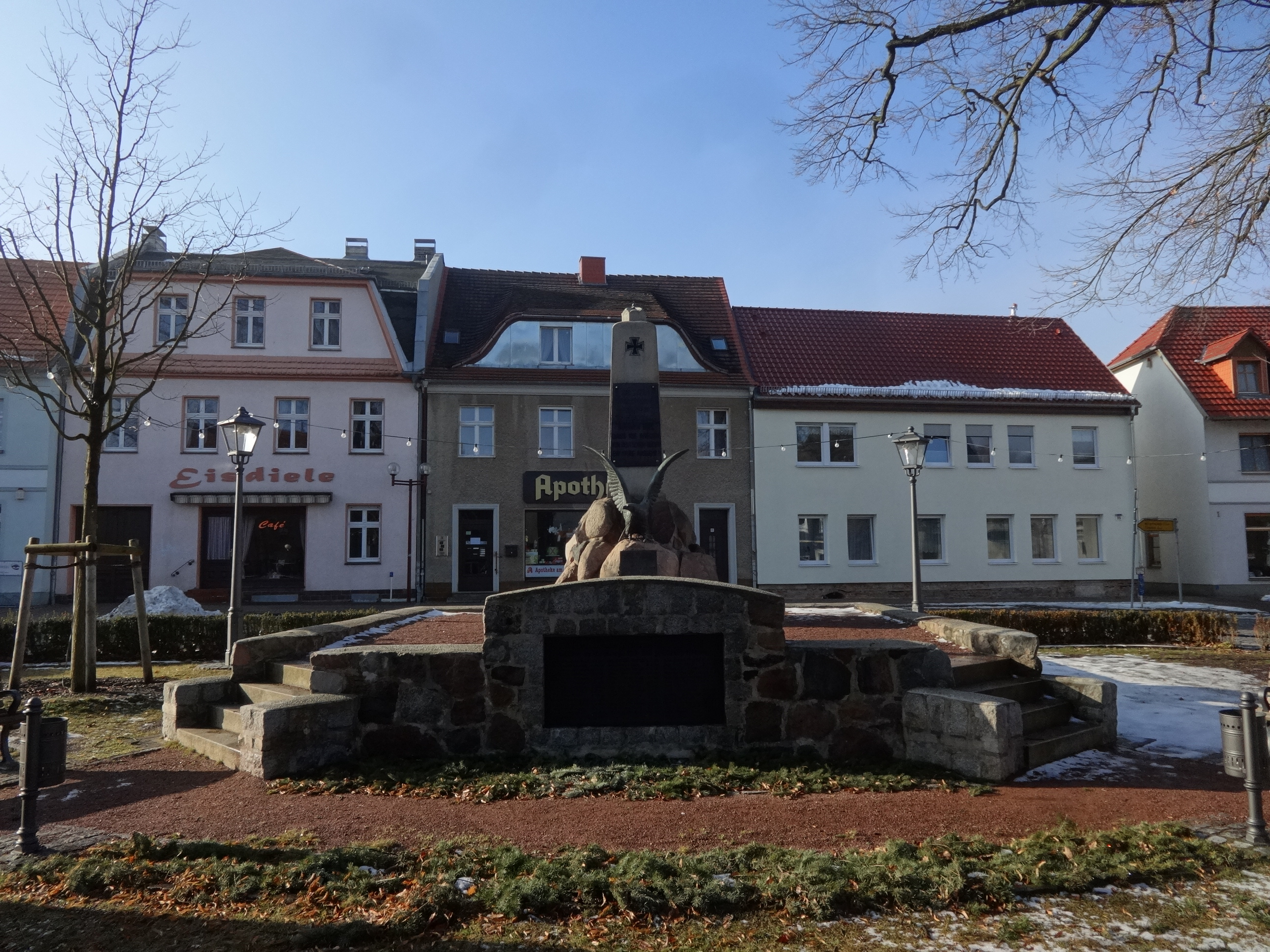
Kaiser Wilhelm- und Kriegerdenkmal in Teupitz

Das Kaiser Wilhelm- und Kriegerdenkmal ist ein denkmalgeschütztes Kaiser-Wilhelm-Denkmal in der Stadt Teupitz im Landkreis Dahme-Spreewald in Brandenburg.

## Lage
Das Denkmal steht auf dem Marktplatz im Zentrum der Stadt an der Straßenkreuzung Markt/Poststraße. Nordwestlich befindet sich in der Kirchstraße die Heilig-Geist-Kirche; südöstlich das Rathaus Teupitz.

## Geschichte
Kaiser Wilhelm I. wurde in zahlreichen Denkmälern geehrt, so auch in Teupitz. Anlässlich des 25. Jubiläums des Kriegervereins Verein ehemaliger Waffengefährten von Teupitz und Umgebung stellten Handwerker im Jahr 1904 das Kunstwerk des deutschen Bildhauers Arnold Künne auf. Es bestand aus einer Kaiserkrone, einem Eisernen Kreuz, einem Relief des Kaisers aus Bronze sowie einem rund 150 kg schweren preußischen Adler. Eine Tafel erinnerte an die Gefallenen im Deutsch-Französischen Krieg. 1922 wurde das Denkmal durch eine Mauer aus Feldsteinen eingefriedet. Eine weitere Tafel mit dem Titel „Dem Andenken unserer im Weltkriege 1914–1918 gefallenen Helden“ erinnerte nun auch an die 41 Opfer aus dem Ersten Weltkrieg. Nach dem Ende des Zweiten Weltkrieges verschwand im Jahr 1945 das Relief sowie der Adler; über den Verbleib ist nichts bekannt. Die Zahl der Gefallenen im Zweiten Weltkrieg war im Jahr 2006 ungeklärt – eine entsprechende Tafel fehlt. Am 1. September 1966 – zum Weltfriedenstag in der DDR – wurde das Denkmal neugestaltet und fortan als Friedens-Denkmal bezeichnet. Das Eiserne Kreuz wurde durch eine neue Tafel verdeckt, die eine Friedenstaube zeigte. Außerdem brachten Handwerker eine Tafel aus Granit mit der Inschrift an: „Die Toten zweier Weltkriege, die Opfer des Faschismus mahnen uns, dass nie wieder von deutschem Boden ein Kriege ausgehe“. Nach der Wende wurde die Friedenstaube wieder entfernt, während die Granittafel stehen blieb. Die Kaiserkrone sowie die Tafel für die Gefallenen aus dem Deutsch-Französischen Krieg wurde wieder montiert.